# 属人区
属人区（ぞくじんく、羅: praelatura personalis）は、属人区長・司祭団・信徒によって構成されるカトリック教会の位階制（ヒエラルキー）に属する組織である。特定の司牧の役割を柔軟な対応で成し遂げるために教皇によって設置される。属人区の信者は、各自が居住する（地理的）教区や小教区にも同時に属している。
英語では「Personal Prelature」と呼ばれる。

## 概要
区分の基準が「地域」によって分けられる従来の教区とは異なり、移民・職業・典礼等の地理的ではない基準で分けられるのが属人区である。教会法に規定されている属人区とは、第2バチカン公会議によって新しく準備された法形態のことである。「司祭の生活と役務に関する教令」（羅語：Presbyterorum ordinis）(1965年12月7日)10番が「種々の社会階層に応じて専門化された司牧活動が、地方、国家、大陸を段階として、たやすく行われるようにすべきである」と指摘しているように、将来「特殊教区や属人区」などを設置することができると公会議は定めた。
公会議はキリストの教えとキリスト教的な生き方を効果的に広める目的で、それに対応し得る優れた新しい法形態を求めていた。この法形態が確立され、歴史の中で各々の時代の要請に教会が応えてきたように、現代社会の新たな要請に教会組織が応えることが可能になり、人類史の中での教会の使命がまた新たに反映されるようになった。現行の教会内の区分の仕方は大部分が地域によって分けられ、地域に結びついた管轄区域である。つまり、教会組織は信者の居住する区域によって分けられ、その区域の教会との絆によって教会全体との一致を保つ。教区はその典型的なものである。
この他に、信者と教会区分との絆が地理的ではない基準、例えば、移民、職業や典礼（カトリック教会は地域的な習慣の違いなどから種々の典礼を認めている。あるカトリック信者が洗礼を受けた時とは異なった典礼区域に移住した場合、その地域の教会に属さずに、地理的には別の場所にあっても自分の典礼の教会に属す）、などによって定められる場合がある。軍属区や属人区の場合がこれに当たる。
既に述べたように第2バチカン公会議の発意による属人区は、一人の牧者（属人区長）と在俗司祭から成る司祭団、及び男女の一般信徒によって構成されている。属人区長は教皇に任命され、司教であってもなくても、裁治権をもって統治の任にあたる。したがって、属人区は教会の位階制に属する組織である。言い換えれば、キリストがお任せになった使命を果たす目的で教会が設置する組織の一つであるが、その具体的な使命を果たすための霊的指導を目的としているので、その信徒は本人の居住する地方教会すなわち司教区に所属し続ける。
以上の特徴から見ても、属人区は修道会や一般に奉献生活の会と称される組織、また運動や信者の会とは明らかに異なるものであることが分かる。教会法は、それぞれの属人区が教会の一般法と固有な規約によって規定されると定めていた。1983年の『カトリック新教会法典』の265〜266番、そして294〜297番には属人区という新しい区分の詳細が定められた。
現在、オプス・デイが唯一の属人区であるが、他の属人区がいまだ存在しない理由には、属人区自体が、新しいものだからであろう。属人区を設立するためには、教会による承認が必要な上、属人区が設立される教区との調和のとれた関係が必要である。しかし他方、軍属区などの組織が存在する。軍属区も属人的であり、また、教区の活動を補完する組織である。

## 最初の属人区となったオプス・デイ
教皇パウロ6世とその後継者により、オプス・デイを属人区とする可能性が検討され始め、1969年から1981年にかけて聖座とオプス・デイが参加したうえで属人区になるための準備作業が行われた。1981年、適用のための作業が完了したので、聖座はオプス・デイが存在する教区の司教方２千名以上に報告書を送り、意見を要請した。その結果、1982年に聖ヨハネ・パウロ2世教皇によって公布された使徒憲章「Ut sit（ウット・シット）」の中でオプス・デイは属人区として認められた。同時に、オプス・デイの総長であったアルバロ・デル・ポルティーリョが同教皇により属人区長に任命された。創立者ホセマリア・エスクリバー（1902年-1975年）が死去してから7年後のことであった。

## 属人区への所属
属人区には、信徒も司祭も同じく所属する。教会において、すべての信者は、キリスト者として同じ尊厳と使命を有する。と同時に、司祭職は本質的な相違を与えるものである。この相違が存することによって、教会の使命において司祭と信徒は有機的に協力し合うことができるのである。属人区においても、信徒も司祭も同じ尊厳と使命を有すると同時に、有機的に協力するのである。
教皇ヨハネ・パウロ２世は、オプス・デイ属人区について演説を行った際に、次のように述べた：
まず、強調しておきたいことがあります。それは、第２バチカン公会議が属人区という形態を想定するに当たって既に考えていたように、オプス・デイ信徒の「地方教会」および「属人区」への所属という事実によって、「地方教会」全体が担う福音宣教という責務に、属人区固有の使命は深く結ばれるという点です（教皇ヨハネ・パウロ２世、2001年3月17日の演説）。
もし、属人区には司祭しか所属できないと考えてしまうと、オプス･デイの真の姿を理解しておらず、また、属人区という新しい形体を正しく理解しているとも言えないであろう。司祭だけが所属する会、つまり司祭の会は、教会の中で非常に重要なものだが、それは属人区とは異なるものである。
一方、オプス･デイには、司祭の会である「聖十字架司祭会」も存在する。これはオプス･デイ属人区と切り離すことのできないものである。聖十字架司祭会は、これに入会する司祭の霊的生活を導くものであり、彼らの司牧活動に介入したり、それを変えたりするものではない。この会には、属人区の司祭と、オプス･デイへの召命を受けた教区司祭が入会する。この会に入会した教区司祭は、独立した団体を構成するのではなく、司祭職を通して自らを聖化し、それぞれが入籍している教区での仕事をより豊かにし教会に仕えるのである。心から教区司教に従い、他の教区司祭と兄弟としての一致を強めるのである。
なお、属人区の信者はそれぞれの教区で生活しているため、その教区にも所属しながら、教区司教に絶えずつながれていることになる。

## 属人区と属人教区の違い
現在、属人区はオプス・デイのみであるが、近年カトリック教会に改宗した元聖公会の信者の司牧と霊的世話のため、2009年に属人教区（羅語：ordinariatus personalis / 英語：personal ordinariate）という新しい法形態が聖座によって設置された。これも、属人教区長・司祭団・信徒によって構成されており、教会法面では属人区と似た形態をもっている。
日本の元聖公会信者（司祭でない信徒）も司祭も数人おり、オーストラリアに本部を置く「南十字星の聖母の属人教区」（英語：Personal Ordinariate of Our Lady of the Southern Cross）に属している。組織としての精神や設置理由は大きく異なるが、これもオプス・デイと同様に、カトリック教会の枠内にありながら「地理」という区分を越えて、教区と連携し、信者の霊的ケア（司牧）や世界の福音化を目的として聖座によって設置されたものである。
なお、西洋語では「属人区」と「属人教区」と区別するが、日本語では「属人教区」のことを「属人区」と呼ぶこともある。